# 1936 w polityce

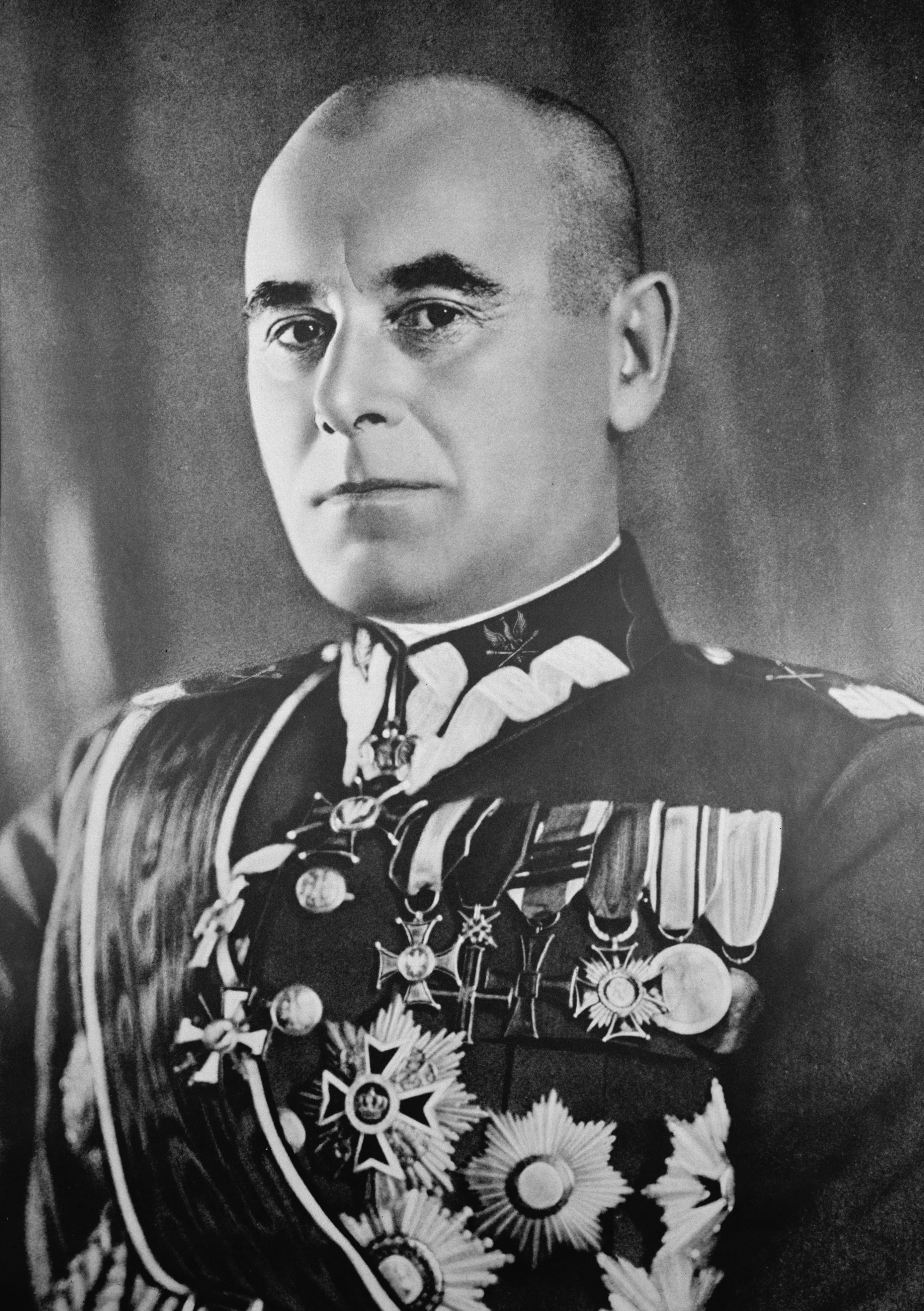
Edward Śmigły-Rydz, marszałek Polski

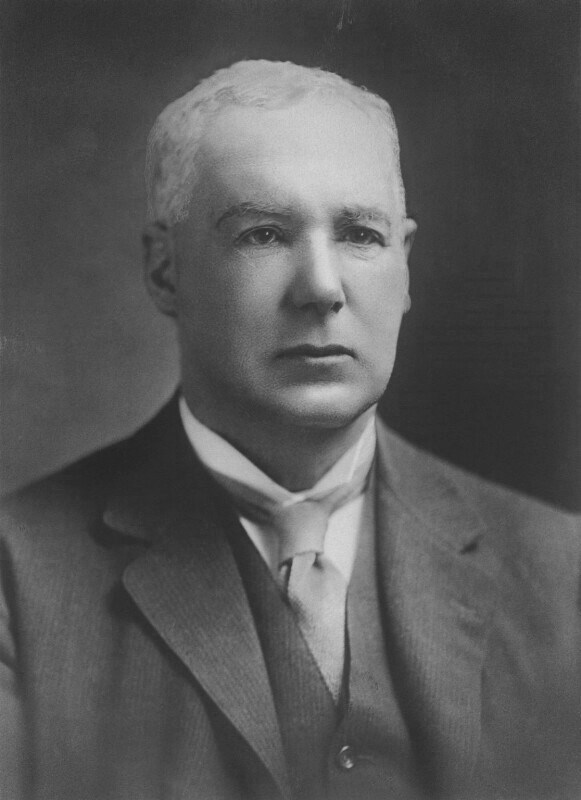
Francis Bell

Wydarzenia polityczne w 1936 roku.

## Luty
- 29 lutego – w wyniku wzrostu napięcia w Europie i Azji Stany Zjednoczone uchwaliły ustawę o neutralności[1].

## Marzec
- 7 marca – Wehrmacht wkroczył do zdemilitaryzowanej Nadrenii, łamiąc postanowienia traktatu wersalskiego[2].
- 13 marca – zmarł Francis Bell, premier Nowej Zelandii[3][4].

## Kwiecień
- 7 kwietnia – na skutek zamieszek w Hiszpanii prezydent Niceto Alcalá-Zamora próbował wprowadzić rządy dyktatorskie. Zamiar nie powiódł, a Kortezy zmusiły Zamorę do rezygnacji z urzędu. Nową głową państwa został dotychczasowy premier Manuel Azaña, a szefem rządu Santiago Casares Quiroga[1].
- 9 kwietnia – powstał Fundusz Obrony Narodowej na mocy dekretu prezydenta Ignacego Mościckiego[5].

## Maj
- 9 maja – Benito Mussolini ogłosił, że Etiopię włączono do Włoch, a jej cesarzem został włoski monarcha Wiktor Emanuel III. W jego imieniu władze w Etiopii miał sprawować wicekról marszałek Pietro Badoglio[1].
- 10 maja – Manuel Azaña został mianowany prezydentem Hiszpanii[1].
- 15 maja – w Polsce powstał rząd Felicjana Sławoj Składkowskiego[1].

## Czerwiec
- 1 czerwca – decyzja władz włoskich Etiopia, Erytrea i Somalia zostały połączone w administracyjną całość[1].

## Lipiec
- 18 lipca – hiszpańskie garnizony wojskowe w Maroku, na których czele stał gen. Francisco Franco, zbuntowały się przeciwko lewicowemu rządowi w Madrycie; rozpoczęła się wojna domowa w Hiszpanii[1].

## Sierpień
- 1 sierpnia – zmarł John FitzRoy, angielski książę[6].
- 19 sierpnia – w Moskwie rozpoczął się pokazowy proces trockistów, w tym Lwa Kamieniewa i Grigorija Zinowiewa[1].
- 25 sierpnia – zostali rozstrzelani Lew Kamieniew i Grigorij Zinowiew[1].
- 26 sierpnia – rządy Wielkiej Brytanii i Egiptu podpisały umowę, w wyniku której wojska brytyjskie zaprzestały okupacji Egiptu[1].

## Wrzesień
- 9 września:
  - zmarł Wincenty Szymborski, polityk endecki, ojciec Wisławy Szymborskiej[7].
  - rząd Francji i syryjski Blok Narodowy podpisały umowę o likwidacji francuskiego mandatu nad Syrią[1].
- 29 września – urodził się Silvio Berlusconi, trzykrotny premier Włoch[8].

## Październik
- 1 października – generał Francisco Franco przejął pełnię władzę cywilnej i wojskowej w Hiszpanii[1].
- 5 października – urodził się Václav Havel, prezydent Czechosłowacji i później Czech[9][10].
- 31 października – zmarł Ignacy Daszyński, polski polityk, premier i marszałek sejmu[11].

## Listopad
- 10 listopada – Edward Rydz-Śmigły został awansowany na stopień generała broni i otrzymał od prezydenta buławę marszałkowską[12][13].
- 25 listopada – w Berlinie Joachim von Ribbentrop i Kintomo Mushakoji podpisali porozumienie zwane paktem antykominternowskim[1].
- 26 listopada – urodził się Jerzy Zdrada, polski polityk i parlamentarzysta[14]

## Grudzień
- 5 grudnia – uchwalono nową konstytucję Związku Radzieckiego[1].
- 10 grudnia – Pokojową Nagrodę Nobla otrzymał Carlos Saavedra Lamas[1].
- 17 grudnia – urodził się Klaus Kinkel, polityk niemiecki[15].